# Spunta la Luna dal monte/Sabato
Spunta la Luna dal monte/Sabato (in sardo: Ispunta sa Luna dae su monte) è un singolo del cantautore Pierangelo Bertoli e del gruppo musicale Tazenda, pubblicato nel febbraio 1991; il lato A è tratto dall'album Murales.

## Descrizione
Spunta la Luna dal monte è la versione in italiano della canzone Disamparados, scritta da Luigi Marielli, componente dei Tazenda, che la affidarono ancora inedita a Pierangelo Bertoli per presentarla al Festival di Sanremo 1991. La versione in gara, eseguita da Bertoli insieme ai Tazenda, si piazzò al quinto posto della classifica finale ed è l'unione della versione originale con il testo in italiano firmato dallo stesso Bertoli, che poi la inciderà individualmente nell'album Italia d'oro.
Il singolo ottenne giudizi molto positivi dalla critica, ricevendo come riconoscimento la "Targa Tenco", e vendette circa 1 500 000 copie, risultando il quattordicesimo più venduto in Italia nell'anno solare 1991. Al Festival il brano venne abbinato fuori gara con la versione in spagnolo dal titolo Y ya viene amaneciendo (Sta già albeggiando), suonata dalla band sudamericana Moncada.
Il testo originale è la descrizione di un paesaggio della Sardegna in cui la Luna sorge da dietro le montagne e in cui si vedono bambini poveri che giocano in un prato, i disperati, in lingua sarda "disamparados". Il testo in italiano non si discosta da questo paesaggio crepuscolare.
Nel 2013 Luca Bonaffini, collaboratore storico di Pierangelo Bertoli, ha pubblicato il libro La notte in cui spuntò la luna dal monte, nel quale racconta - in qualità di testimone - la genesi della canzone, scritta la notte tra il 6 e il 7 gennaio 1991.
Il brano sul lato B, Sabato, era già stato pubblicato l'anno precedente nell'album Oracoli.

## Tracce
LATO A
1. Pierangelo Bertoli – Spunta la Luna dal monte (feat. Tazenda) – 3:55 (testo: Pierangelo Bertoli – musica: Gino Marielli)

LATO B
1. Pierangelo Bertoli – Sabato – 4:11 (testo: Pierangelo Bertoli – musica: Enrico Zarrelli)

## Formazione
- Pierangelo Bertoli - voce
- Andrea Parodi - voce (canta la parte in sardo)
- Gino Marielli - chitarra, voce secondaria
- Gigi Camedda - tastiere, fisarmonica, voce secondaria
- Massimo Luca – chitarra, cori
- Lucio Fabbri – viola, cori, violino, organo Hammond, pianoforte, Fender Rhodes
- Flavio Premoli – fisarmonica
- Ale Cercato – basso
- Lele Melotti – batteria
- Sergio Conforti – pianoforte, organo Hammond
- Roby Colella – steel guitar
- Aco Bocina – mandolino
- Fabio Treves – armonica
- Henghel Gualdi – clarinetto
- Luca Bonaffini – armonica a bocca, cori
- Giancarlo Parisi – zampogna
- Demo Morselli – tromba
- Giancarlo Porro – sax alto, sassofono tenore, sassofono baritono
- Feiez – sassofono tenore
- Grazia Di Michele, Alessandro Simonetto, Patrizia Di Malta – cori

## Classifiche
| Classifica (1991) | Posizione massima |
| ----------------- | ----------------- |
| Italia            | 3                 |

### Classifiche di fine anno
| Classifica (1991) | Posizione |
| ----------------- | --------- |
| Italia            | 14        |